# Tema (Gana)
Tema je najveća luka Gane. Nalazi se na jugu zemlje, u regiji Greater Accra, 20 km istočno od Accre. Grad presijeca nulti meridijan.
Gospodarstvo grada zasniva se na luci izgrađenoj 1961. godine, a u manjem dijelu i na rafineriji nafte te industrijskoj proizvodnji.
Prema popisu iz 2000. godine, Tema je imala 141.479 stanovnika, čime je bila šesti grad u državi po brojnosti.
U gradu je 1989. rođen američki nogometaš Freddy Adu.

## Gradovi prijatelji
- Greenwich, London, Ujedinjeno Kraljevstvo
- San Diego, Kalifornija, SAD
- Roanoke, Virginia, SAD

## Vanjske poveznice

### Ostali projekti
|  | Zajednički poslužitelj ima još gradiva o temi Tema |